# Défice cognitivo
Défice cognitivo é um termo inclusivo para descrever qualquer característica que atue como barreira ao processo cognitivo.
O termo pode descrever:
- défices de inteligência em geral, como nos casos de deficiência intelectual;
- défices específicos e restritos de capacidades cognitivas, como no caso de dificuldades de aprendizagem como a dislexia;
- défices neuropsicológicos, como de atenção, de memória de trabalho ou de função executiva;
- ou ainda para descrever défices de cognição e memória induzidos pelos abuso de substâncias, como os derivados do consumo de álcool,glucocorticoides,[2] ou benzodiazepinas.[3])

O termo geralmente refere-se a características duradouras, ao contrário de um nível alterado de consciência, que pode ser agudo e reversível. Os défices cognitivos podem ser congénitos ou causados por fatores ambientais como lesões cerebrais, doenças neurológicas ou perturbações mentais.